# Milon-la-Chapelle
Milon-la-Chapelle è un comune francese di 340 abitanti situato nel dipartimento degli Yvelines nella regione dell'Île-de-France.

## Società

### Evoluzione demografica
Abitanti censiti